# Římskokatolická farnost Větřkovice
Římskokatolická farnost Větřkovice je územní společenství římských katolíků s farním kostelem Nanebevzetí Panny Marie ve Větřkovicích.

## Kostely a kaple na území farnosti
- Kostel Nanebevzetí Panny Marie ve Větřkovicích
- Kaple Panny Marie v Novém Vrbně